# Dépression tropicale Dix (2004)
Pour les articles homonymes, voir Dépression tropicale Dix.
Premier phénomène de la saison cyclonique 2004 dans l'océan Atlantique nord à ne pas évoluer au moins au stade de tempête tropicale, la dépression tropicale no 10 prend naissance le 9 septembre à 675 km à l'ouest-sud-ouest des Açores et disparaît le même jour quelque 60 km plus au nord-est.